# Asilus glaber
Asilus glaber är en tvåvingeart som beskrevs av Olivier 1789. Asilus glaber ingår i släktet Asilus och familjen rovflugor.
Artens utbredningsområde är Frankrike. Inga underarter finns listade i Catalogue of Life.